# Cynoglossus lachneri
 Cynoglossus lachneri és un peix teleosti de la família dels cinoglòssids i de l'ordre dels pleuronectiformes que es troba a les costes de l'oceà Índic (Mar Roig, Golf d'Oman, Seychelles, Maurici, Madagascar, Comores i la costa continental africana des de Kenya fins a Moçambic).